# Elbek Todžijev
Elbek Todžijev nebo v uzbečtině Elbek Tojiyev (* 7. ledna 1986) je původem uzbecký zápasník – klasik, který od roku 2009 reprezentuje Bělorusko.

## Sportovní kariéra
Zápasení se věnoval od 10 let v uzbeckém Samarkandu. Specializoval se na řecko-římský (klasický) styl. V roce 2007 si ho během hostování v německé bundeslize všiml běloruský trenér Oleg Adžigov a přivedl ho do Barysova. Uzbecká strana ho však do Běloruska bez finanční kompenzace nepustila a tím přišel o olympijskou sezonu 2008. Novou zemi směl reprezentovat po dvou letech od roku 2009. V roce 2012 startoval na olympijských hrách v Londýně, ale nevyladil formu a vypadl v úvodním kole s Japoncem Koheiem Hasegawou 0:2 na sety.
V roce 2014 Mezinárodní zápasnická federace ukončila jeho váhovou kategorii do 55 kg. V nové váhové kategorii do 59 kg se v mezinárodní konkurenci neprosazuje.

## Výsledky
| Turnaj             | Uzbekistán | Uzbekistán | Uzbekistán | Uzbekistán | Uzbekistán | Uzbekistán | Bělorusko | Bělorusko | Bělorusko | Bělorusko | Bělorusko |
| Turnaj             | 2003       | 2004       | 2005       | 2006       | 2007       | 2008       | 2009      | 2010      | 2011      | 2012      | 2013      |
| Turnaj             | 17         | 18         | 19         | 20         | 21         | 22         | 23        | 24        | 25        | 26        | 27        |
| Turnaj             | -55        | -55        | -55        | -55        | -55        | -55        | -55       | -55       | -55       | -55       | -55       |
| ------------------ | ---------- | ---------- | ---------- | ---------- | ---------- | ---------- | --------- | --------- | --------- | --------- | --------- |
| Olympijské hry     |            | —          |            |            |            | —          |           |           |           | úč.       |           |
| Mistrovství světa  | —          |            | —          | —          | —          |            | úč.       | —         | 2.        |           | úč.       |
| Mistrovství Evropy |            |            |            |            |            |            | —         | úč.       | 3.        | úč.       | 1.        |
| Asijské hry        |            |            |            | úč.        |            |            |           |           |           |           |           |
| Mistrovství Asie   | —          | —          | —          | —          | —          | —          |           |           |           |           |           |
| MS juniorů         | 4.         |            | 1.         | —          |            |            |           |           |           |           |           |